# Joep Straesser
Joseph Willem Frederik (Joep) Straesser (Amsterdam, 11 maart 1934 - Loenersloot, 22 september 2004) was een Nederlands musicoloog, componist en organist.

## Familie
Hij was de oudste zoon van accountant en amateurzanger Friedrich Wilhelm Maria Straessser (geboren in Keulen) en de Delftse Catarina Josephine Gronheid. Vaders broer Hans Straesser was Berlijns pianist, die in Nederland optrad met Berthe Seroen Joeps broer Peter Straesser was begenadigd zanger en getrouwd met mezzosopraan Margot Stroink. Broer Frits (1940-2022) werd bouwkundig ingenieur. Ook broer Wim Straesser was werkzaam in de muziek. Hijzelf was getrouwd met sopraan Stanislava Cornelia Leopolda (Stanny) Verster. Onder de voorouders bevinden zich componist Ewald Straesser getrouwd met zangeres Maria Helena Mengelberg, zuster van dirigent Willem Mengelberg. Verder behoren tot de familie de nichtjes en zangeressen Pien Straesser en Martine Straesser. Nichtje Josefine Straesser (via broer Frits) is zangeres, pianiste en dirigente.

## Opleiding
Straesser ging na het gymnasium muziekwetenschap studeren aan de Universiteit van Amsterdam in de jaren 1953 tot 1955. Aan het Amsterdams Conservatorium studeerde hij orgel bij Anthon van der Horst, waarin hij afstudeerde in 1959. Verder volgde hij muziektheorie als hoofdvak bij Jan Felderhof (diploma 1961). In 1965 werd hem de Prix de Composition toegekend na studie bij compositiedocent Ton de Leeuw. 

## Activiteiten
Straesser was actief als kerkorganist in de jaren 1953-1961. Daarna was hij docent muziektheorie, in de periode 1961-1962 op het Muzieklyceum van Zwolle en daarna tot 1980 op het Utrechts Conservatorium, waar hij in 1967 hoofdvakdocent muziektheorie werd. In deze periode werkte hij met groepen met experimentele improvisatie. In 1975 werd hij daarop ook hoofdvakdocent compositie, tot 1989 toen hij stopte met lesgeven.

## Oeuvre
Straesser componeerde voor allerlei instrumenten en bezettingen. In zijn werk valt de voorkeur voor zang op. In 1966 werd het werk 22 Pages (zijn afstudeerproject met een Prijs voor compositie) voor drie mannenstemmen en orkest op teksten van John Cage uitgevoerd op het festival van de International Society of Contemporary Music (ISCM) in Stockholm. Op een volgende editie van dit festival in 1979 in Athene werd Intervals I voor gemengd koor, fluit, cello en harp uitgevoerd. In 1981 in Brussel volgde Roundabouts voor 4 marimba's en in 1985 in Amsterdam het werk Signals and echoes voor basklarinet en elf instrumenten.

### Overzicht werken
- 1957 (rev. 1964, 2e rev. 2001) Sonatine voor piano, Hommage à Willem Pijper.
- 1960/1 (rev. 1973) Five close-ups (gebaseerd op een twaalftoonsreeks van Pierre Boulez, voor piano, opgedragen aan Simon Halie
- 1976 Three psalms voor gemengd koor (4-8 stemmig) en orgel, vrije bewerking van Psalmus (1963), opgedragen aan Daan Manneke.
- 1963 Psalmus, voor vierstemmig mannenkoor, houtblazers, koperblazers en slagwerk , in opdracht van het ministerie van O.K.W.
- 1963 En rade, voor schoolkoor en schoolorkest, tekst van Jan Engelman, in opdracht van het "Casimir Lyceum" te Amstelveen.
- 1964 Alliages no. II (structures mobiles), voor fluit, klarinet, trompet, hoorn, altviool, cello, harp en slagwerk
- 1964 Alliages no. III, voor cello en piano
- 1963-64 (rev. 1966) Herfst der muziek, voor kamerkoor a capella, op teksten van Lucebert
- 1965 Music voor brass, voor 2 trompetten, hoorn en trombone, in opdracht van Gé van Koten.
- 1965 Mouvements pour orgue, opgedragen aan Charles de Wolff
- 1964-65 22 pages, voor blaasorkest, contrabassen, slagwerk, harp, piano, celesta, vibrafoon, xylofoon en 3 mannenstemen, gebaseerd op een tekst van John Cage
- 1965-66 Strijkkwartet nr. II
- 1976 (2e versie 1979) Seismograms, voor 2 slagwerkers, in opdracht van de Nederlandse Regering, opgedragen aan Fred Vogels en Willem Vos
- 1967 Summer concerto, voor solo hobo en kamerorkest, opgedragen aan Gé van Koten
- 1968 Ramasasiri, voor sopraan, fluit, vibrafoon (tevens marimba), piano (tevens klavecimbel) en 2 slagwerkers. Tekst van Joep Straesser naar het Melanesisch. In opdracht van de Belgische Radio en Televisie.
- 1968 Musique pour l'homme, voor sopraan, alt, tenor, bas en orkest. Tekst: de Universele verklaring van de rechten van de mens, in opdracht van de stad Amsterdam.
- 1968 Blossom songs, voor gemengd koor a capella, Engelse vertaling uit het Japans door Harold G. Henderson.
- 1969 (rev. 1983) Sight seeing, nrs. I-II-III, voor fluit en geprepareerde piano, opgedragen aan Rien de Reede en Theo Bles
- 1969 Intersections I, voor blaaskwintet en 5 instrumentale groepen
- 1969 Missa: voor gemengd koor en 8 blaasinstruments, in opdracht van de Johan Wagenaar Stichting. Bevat een citaat uit "L'homme armé" van Guillaume Dufay
- 1970 Sight seeing IV, voor contra bass, in opdracht van de Nederlandse Regering, opgedragen aan Henk Guldemond.
- 1970 (rev. 1979) Emergency case, voor fluit (altfluit), piano en slagwerk (2 spelers), opgedragen aan de vrouw van de componist.
- 1970 Intersections II, voor 3 slagwerkers en 97 of meer strijk- en/of blaasinstrumenten, in opdracht van de VARA, opgedragen aan de Notenkrakers
- 1970 Enclosures, voor blazers en slagwerk
- 1971 Intersections III, voor piano, hommage aan Bach; als het een fantasie en fuga zou zijn), in opdracht van de stad Amsterdam, opgedragen aan Karl-Erik Welin.
- 1971 Spring quartet (Sightseeing V), voor strijkkwartet, hommage aan Ludwig van Beethoven.
- 1972 (rev. 1984) Intersections 4, voor hobo, viool, altviool en cello, opgedragen aan Heske Berkenkamp.
- 1972 Eichenstadt und Abendstern, zes liederen voor sopraan en piano
- 1973 (2e versie 1975) Encounters, voor basklarinet en 6 slagwerkers, opgedragen aan Harry Sparnaay en Hubert Soudant
- 1974 (rev. 1979) Intersections V, voor saxofoonkwartet, in opdracht van de Nederlandse Regering, opgedragen aan Ed Bogaard en zijn Nederlands Saxofoonkwartet.
- 1975 Intersections V-2, basklarinet, piano, opgedragen aan Hans Georg Strässer.
- 1974-75 Chorai revisited, voor orkest.
- 1975-76 Intervals, (op tekst van Matsuo Basho), voor fluit, cello, harp en kamerkoor. Tekst in vertaling van Harold G. Henderson, in opdracht van de Nederlandse Regering. Geschreven voor het Nederlands Vocaal Ensemble en haar dirigent Marinus Voorberg.
- 1977 Intersections V-1, rietkwartet, voor hobo, klarinet, altsaxofoon en fagot, opgedragen aan Ed Bogaard.
- 1977 (rev. 1986) Duplum, voor tenorblokfluit en cello, in opdracht van de Johan Wagenaarstichting, opgedragen aan Baldrick Deerenberg.
- 1976-77 (rev. 1983) Splendid isolation, passacaglia voor orgel, in opdracht van de Nederlandse Regering. In memoriam Anthon van der Horst.
- 1978 Just a moment ..., voor viool, cello en piano (bestaat ook in een versie voor strijkorkest, piano en 2 slagwerkers onder de title Just a moment again). Opgedragen aan Mathilde Krabbe.
- 1978 Just a moment again..., voor strijkorkest, piano en 2 slagwerkers (bestaat ook in een versie voor viool, cello en piano onder de title Just a moment.)
- 1960/1978 Drie liederen, voor middenstem en piano, op teksten van Martinus Nijhoff, opgedragen aan Theo Bles.
- 1978 Canterbury concerto, voor kamerorkest en piano, in opdracht van de Nederlandse regering, opgedragen aan het ASKO (Amsterdams Studenten Kamer Orkest).
- 1979 Nimm Dir etwas Schönes, 7 liederen op oud-egyptische teksen, voor sopraan, klarinet, viool en piano, in opdracht van de gemeente Amsterdam, opgedragen aan Dieuwke Aalbers.
- 1979 Intervals II (Music on war en peace), voor mezzosopraan solo, gemengd koor en 3 trompetten, piano en 2 slagwerkers. Tekst van Johann Wolfgang von Goethe, Christopher Marlowe, John Milton, Frank Billings Kellogg  en Bijbelteksten. In opdracht van C.R.M, opgedragen aan Kerry Woodward en het Nederlands Kamerkoor
- 1980 Fusion à six, symfonische music voor strijkkwartet, basklarinet en piano
- 1981 Just voor one, zes stukken voor cello solo, in opdracht van de stad Amsterdam. Geschreven voor en opgedragen aan René van Ast
- 1981 Roundabouts, 4 stukken voor 4 marimba's, in opdracht van de Nederlandse Regering, opgedragen aan Slagwerkgroep Den Haag.
- 1980-81 Longing voor the emperor, (Intervals III), 5 liederen op oud-Japanse teksten, voor sopraan, klarinet, mandoline, altviool, gitaar, contrabas en slagwerk, in opdracht van het Nieuw Ensemble, opgedragen aan Stanny Straesser.
- 1981 Put up your umbrella, vijf stukken voor 8-stemmig gemengd koor a capella (vertaling door Harold G. Henderson), opgedragen aan Jos Leussink.
- 1982 Just signals, sonate voor piano, in opdracht van het Ministerie van C.R.M, opgedragen aan Theo Bles en Polo de Haas.
- 1982 (rev. 1983) Echoes reversed, wiegelied voor sopraan, fluit, viool, cello en piano. Oudhoogduitse tekst. Op verzoek van het ensemble Nieuw Werk.
- 1982 Signals en echoes, voor basklarinet solo, fluit, hobo, klarinet, hoorn, trompet, viool, altviool, cello, contrabas, piano en slagwerker, opgedragen aan Ton Hartsuiker en het Ensemble M.
- 1983 Chains, kanonische muziek voor klarinetkwartet, opgedragen aan Jacques Bank en het Nederlands Klarinetkwartet.
- 1984 Gran trio, voor altsaxofoon, harp en slagwerk, deel 3 in memoriam Karel Mengelberg
- 1984 Winterconcerto, voor sopraansaxofoon en orkest, opgedragen aan Ed Bogaard.
- 1985 Duplum, versie voor viool en cello, opgedragen aan Tadashi Tanaka.
- 1985 Permanent wave, hommage aan Max Reger, fantasie en fuga op een oorspronkelijk thema, voor orgel, opgedragen aan Willem Tanke.
- 1985 Über Erich M.: Prolog (die Entwicklung eines 'Motives'), voor tenor solo, koor en kamerorkest, op Duitse teksten van Erich Mühsam en Nederlandse tekst van Joep Straesser en Stanny Straesser-Verster. Opgedragen aan Mar van Duyn.
- 1985 All perishes ..., 6 liederen voor fluit en sopraan (met enig slagwerk), op tekst van Alkaios, opgedragen aan Djoke Winkler Prins en Rien de Reede.
- 1986 A solo voor Alkaios, voor fluit solo, opgedragen aan Rien de Reede
- 1986 Triplum, voor strijktrio, opgedragen aan Tadashi Tanaka.
- 1986 Faites vos jeux, vijf stukken voor orgel, in opdracht van het Sweelinck Conservatorium.
- 1980-81 (2e en uitgebreide versie 1986) Longing for the emperor, 5 liederen op oude Japanse teksten, voor sopraan, fluit, klarinet, hoorn, viool, altviool, cello, contrabas, harp en slagwerk. Ook bekend onder de title Intervals III, oorspronkelijk voor sopraan, klarinet, mandoline, gitaar, altviool, contrabas en slagwerk. Opgedragen aan het Delta Ensemble.
- 1985-86 Über Erich M., een komi-tragisch singspiel (muziektheater), voor soli mezzosopraan, 2 tenoren, bariton, koor SATB en orkest. - Duitse teksten van Erich Mühsam en Nederlandse tekst van Joep Straesser en Stanny Straesser-Verster
- 1986 Verzauberte Lieder, voor koor SATB en orkest. Tekst van Else Lasker-Schüler, in opdracht van het Nederlands Studenten Kamerkoor en het Nederlands Studenten Kamerorkest. - Hommage aan Gustav Mahler
- 1987 The wall, muziek voor ballet, voor orkest, in opdracht van het Nederlands Danstheater, opgedragen aan Jiří Kylián
- 1987 It's all in the air, muziek voor trompet en orgel, opgedragen aan Jan Jansen.
- 1987 Points of contact I, voor tenorblokfluit, marimba en enig slagwerk, opgedragen aan Keiko Abe en Walter van Hauwe.
- 1987 Motetus, (quasi in modo antico), voor zesstemmig a capella koor (SSAATB), tekst van Gerlach Peters. In opdracht van de Stichting Windesheim 600.
- 1987-88 Tableaux vivants, Symfonische scenes van de opera "Über Erich M.", voor orkest, opgedragen aan David Porcelijn.
- 1988 (rev. 1989) Quadruplum (Epitaph for Odysseus), voor fluit en strijktrio, opgedragen aan Rien de Reede.
- 1988 Quintuplum, voor koperkwintet, geschreven voor en opgedragen aan het Nederlands Koperkwintet.
- 1988 Intersections V-3, voor basklarinet, cello en piano, opgedragen aan het Quasar trio.
- 1988 Points of contact II, voor altsaxofoon  en slagwerker, opgedragen aan het Duo Contemporain.
- 1989 Plain language, voor basklarinet solo, opgedragen aan Henri Bok.
- 1989 Symfonie voor strijkers (symfonie nr. 2), in opdracht van de NOS, opgedragen aan Esther Porcelijn
- 1989 From the Chinese restaurant, een symfonische liederencyclus, voor mezzo-sopraan, altsaxofoon , accordeon en een slagwerker. Op verzoek van de IJsbreker, opgedragen aan het ensemble D.C. + M2.
- 1990 Quasi una sonata, voor saxofoon  kwartet, in opdracht van het Rijnmond Saxofoonkwartet, opgedragen aan Jan Wolff
- 1990 Sonata a tre, (Points of contact III), voor fluit, altklarinet (of basklarinet) en piano, opgedragen aan Het Trio.
- 1990 Sonata a due, voor twee fluiten, opgedragen aan Rien de Reede en Thies Roorda
- 1990/1991 (rev. 1992) Fresh air, vier stukken voor accordeon, opgedragen aan Miny Dekkers
- 1991 Zynische Lieder, voor bariton en piano, op tekst van Erich Fried, opgedragen aan Charles van Tassel en Marien van Nieukerken
- 1991 Chamber concerto I, voor cello solo, blazers, harp en slagwerk, opgedragen aan Taco Kooistra en het Nederlands Blazersensemble.
- 1991 An die Musik vijf liederen op tekst van Rainer Maria Rilke, voor mezzosopraan en strijkkwartet, opgedragen aan Lucia Meeuwsen.
- 1991-92 Symphonie nr. 3, voor orkest, in opdracht van de VARA-radio. opgedragen aan Jan Zekveld
- 1992 Gedanken der Nacht, vijf liederen op gedichten van Rainer Maria Rilke, voor mezzosopraan, klarinet, klarinet (tevens altklarinet in F of bassethoorn), basklarinet en slagwerker. Opgedragen aan Hrodmar Sigurbjörnsson.
- 1993 To the point, voor two marimbas, opgedragen aan Peter Prommel.
- 1992 Chamberconcerto nr. 2, symfonische variaties op vier verschillende kleine secundes, voor harp en kamerorkest, opgedragen aan Ernestine Stoop.
- 1993 Chamber concerto nr. 3, voor fluit solo en kamerorkest, opgedragen aan Eleonore Pameijer
- 1993-94 Madrigals 1, 2 en 3, voor 4- tot 6 –stemmig koor a capella (SSATBrB). Op de Engelse vertaling van de oorspronkelijk Zweedse tekst van Dag Hammarskjöld. T.g.v. het 5-jarig bestaan van het Monteverdi Kamerkoor Utrecht, opgedragen aan Wilko Brouwers. -
- 1994 Bilder für Akkordeon, in opdracht van De IJsbreker. Geschreven voor en opgedragen aan Astrid in 't Veld.
- 1994 Music for marimba, geschreven voor en opgedragen aan Peter Prommel.
- 1994 Gran duo, voor basklarinet en accordeon, geschreven voor en opgedragen aan Miny Dekkers en Henri Bok (Duo Novair).
- 1995 Duo piccolo, voor fluit en harp, opgedragen aan Abbie de Quant en Masumi Nagasawa.
- 1995 Cinq études légères, voor orgel,
- 1995 Duo festivo, voor basklarinet en marimba, opgedragen aan Duo Contemporain t.g.v. zijn 15-jarig bestaan.
- Madrigals 4, 5 en 6, voor bariton solo, gemengd koor en orgel, Op de Engelse vertaling  van L. Sjöberg en W.H. Auden van de oorspronkelijke Zweedse tekst van Dag Hammarskjöld. Geschreven voor en opgedragen aan het Monteverdi Kamerkoor Utrecht en Klaas Vellinga.
- Album, 6 stukken voor mezzo-sopraan, fluit (altfluit/piccolo), klarinet, viool/altviool, cello en piano. Album is bedoeld als één avondvullend programma en bevat 6 composities voor wisselende instrumentale combinaties In opdracht van de Leo Smit Stichting.
  - 1996  Briefings, 12 preludes voor piano, 1996 opgedragen aan Frans van Ruth.
  - 1996 Fische, 4+1 songs on poems by Erich Fried, voor mezzo-sopraan, fluit en piano.
  - '1997 'Duetto sinfonico, voor fluit / altfluit en cello, 
  - 1997 Romance, voor viool en piano
  - 1997 Fingerprints, 5 fantasias about birds voor piccolo solo, opgedragen aan Eleonore Pameijer.
  - 1998 Mourning songs, 7 songs about death voor mezzo-soprano en small ensemble, 1998 ; on Ancient Greek texts, translated by Konstantinos Lardas, fluit (tevens piccolo), klarinet, altviool, cello en piano. Geschreven voor Marjanne Kweksilber en het Leo Smit Ensemble
- 1998 Bicinium, voor tenornblokfluit en cello, opgedragen aan Dorothee Oberlinger en Elisabeth Wand
- 1988 O somma luce, motet voor 4-5-stemmig gemengd koor en orgel. Tekst van Dante Alighieri uit La Divina Commedia. in opdracht van het Monteverdi Kamerkoor Utrecht. -
- 1998 Sinfonia per organo, hommage aan César Franck. Geschreven voor en opgedragen aan Piet van der Steen.
- 1999 Trois pièces pour carillon, in opdracht van de Torenmuziek Nederland, opgedragen aan Boudewijn Zwart en Henry Groen. - Uitgegeven t.g.v. het Eurocarillon-festival 1999.
- 1999 Petite suite, voor vier blokfluiten, geschreven voor en opgedragen aan het Belgische kwartet Cavé.
- 1994-1999 Sonata grande, voor cello en piano, oorspronkelijk geschreven als Gran Duo (1994) voor basklarinet en accordeon, opgedragen aan Doris Hochscheid.
- 2000 Lieder für dich, voor mezzosopraan en piano; op tekst van Erich Fried, opgedragen aan Stanny Verster.
- 1999-2000 Sans détours, voor fluit en piano, opgedragen aan Thies Roorda
- 2000-2001 Quattro canzoni, voor sopraan solo, gemengd koor, fluit, trombone en harp, O tekst van Isabella di Morra, geschreven voor het Monteverdi Kamerkoor Utrecht
- 2001 Fair Play, voor trompet en orgel. Geschreven voor Peter van Dinther en Piet van der Steen.
- 2001 Ups en Downs, voor altsaxofoon  en piano, geschreven voor en opgedragen aan Sander Beumer en Sydney Sitters.
- 2002 Stringtime, sonate voor harp 2002, geschreven voor en opgedragen aan Erika Waardenburg
- 2003 Concertino, voor piano, fluit, klarinet, viool en cello, in opdracht van de Leo Smit Stichting, opgedragen aan Frans van Ruth
- 2003 Footprints, 3 stukken voor orgel (hommage een Johann Pachelbel). De pedaalpartijen zijn gebaseerd op werken van Pachelbel. In opdracht van en opgedragen aan Piet van der Steen en zijn studenten

## Prijzen en onderscheidingen
Straesser won de eerste prijs met Psalm 148 in de compositiewedstrijd ter gelegenheid van het 75-jarig bestaan van de Mastreechter Staar in 1958. Met 22 Pages kreeg hij in 1965 de prijs voor het beste Nederlandse werk in de Internationale Gaudeamus Muziekweek. In 1988 werd hem door de stad Amsterdam de Matthijs Vermeulenprijs toegekend voor de opera Über Erich M.
- Bibliothèque nationale de France: cb14836145d (data)
- CiNii: DA11310848
- Gemeinsame Normdatei: 134532481
- International Standard Name Identifier: 0000 0001 1877 7721
- Library of Congress Control Number: n80040347
- MusicBrainz: db49d77f-f9a7-48c2-9ab1-e511d9d5ef2e
- Nationale Bibliotheek van Israël: 987007317774705171
- Nederlandse Thesaurus van Auteursnamen: 071053336
- Virtual International Authority File: 71816072
- WorldCat: E39PBJr7VXypCwXkTwrhVrjXBP

1. ↑  Archiefkaart Gemeente Amsterdam. Gearchiveerd op 28 maart 2023.